# Harry Paape
Abraham Harry Paape (n. 11 mai 1925, Sint-Annaland⁠(d), Zeelanda, Țările de Jos – d. 5 martie 2001) a fost un istoric și publicist neerlandez, care a condus Institutul Neerlandez pentru Documentarea Războiului (1979-1990).

## Biografie
Paape a absolvit liceul în 1943 și apoi a petrecut un an ascuns în Oostkapelle. La sfârșitul celui de-al Doilea Război Mondial el a fost activ în Forțele Armate Interne. După aceea a trebuit să-și caute un serviciu. În loc să accepte să participe la acțiunile militare din Indiile de Est Neerlandeze, a devenit bibliotecar pe un vas ce transporta soldați, civili și prizonieri de război. Începând din 1947 a studiat științele politice și sociale la Universitatea din Amsterdam. În anul 1952 a început să colaboreze la Institutul Neerlandez pentru Documentarea Războiului (RIOD). Paape a început ca stagiar și a fost angajat din 1953 până în 1956 sub conducerea lui Lou de Jong. Apoi a urmat un an de studii doctorale și s-a întors la institut în 1957. În 1959 el a devenit șef al departamentului administrativ și în 1970 director adjunct. În perioada 1979 - 1 iunie 1990 (când s-a pensionat)  a fost director al RIOS. Paape a avut o contribuție deosebită la organizarea institutului.
Paape a publicat mai multe lucrări despre cel de-al Doilea Război Mondial. Lucrarea sa cea mai cunoscută este De Geuzen despre grupul de rezistență omonim, care a fost publicată în 1965. În același an, el a publicat, de asemenea, albumul De bezettingstijd in beeld și în anii 1970 el a fost redactor-șef al revistei Bericht van de Tweede Wereldoorlog. El a scris prefața ediției critice a Jurnalului Annei Frank din 1986.